# Henry Sylvester Williams
Henry Sylvester Williams ( Arouca, Trinidad y Tobago, Indias Occidentales Británicas, 15 de febrero de 1869 — 26 de marzo de 1911) fue un abogado, consejero y escritor trinitense especialmente conocido por su participación en el movimiento panafricano a finales del siglo XIX y principios del XX. 

## Biografía
Sus padres se asentaron en Trinidad (actual Trinidad y Tobago), procedentes de Barbados, ambas colonias de las Indias Occidentales Británicas. Viajó primero a Nueva York y Nueva Escocia en Canadá para continuar su educación. Llegó a Gran Bretaña en 1896 donde en 1897 formando la Asociación Panafricana para desafiar el paternalismo, el racismo y el imperialismo.
La asociación tenía como objetivo "promover y proteger los intereses de todos los sujetos que afirman ser afrodescendientes, total o parcialmente, en las colonias británicas y otros lugares, especialmente África, mediante la circulación de información precisa sobre todos los temas que afectan sus derechos y privilegios como sujetos del Imperio Británico , mediante llamamientos directos a los gobiernos locales e imperiales ".
En 1900, Williams organizó la Primera Conferencia Panafricana, celebrada en Westminster Town Hall en Londres. En 1903 se fue a ejercer como abogado a Sudáfrica, convirtiéndose en el primer hombre negro en el colegio de abogados de Colonia del Cabo (actual Sudáfrica).